# Meioneta levis
Meioneta levis är en spindelart som beskrevs av George Hazelwood Locket 1968. Meioneta levis ingår i släktet Meioneta och familjen täckvävarspindlar.
Artens utbredningsområde är Angola. Inga underarter finns listade i Catalogue of Life.